# Dackmar

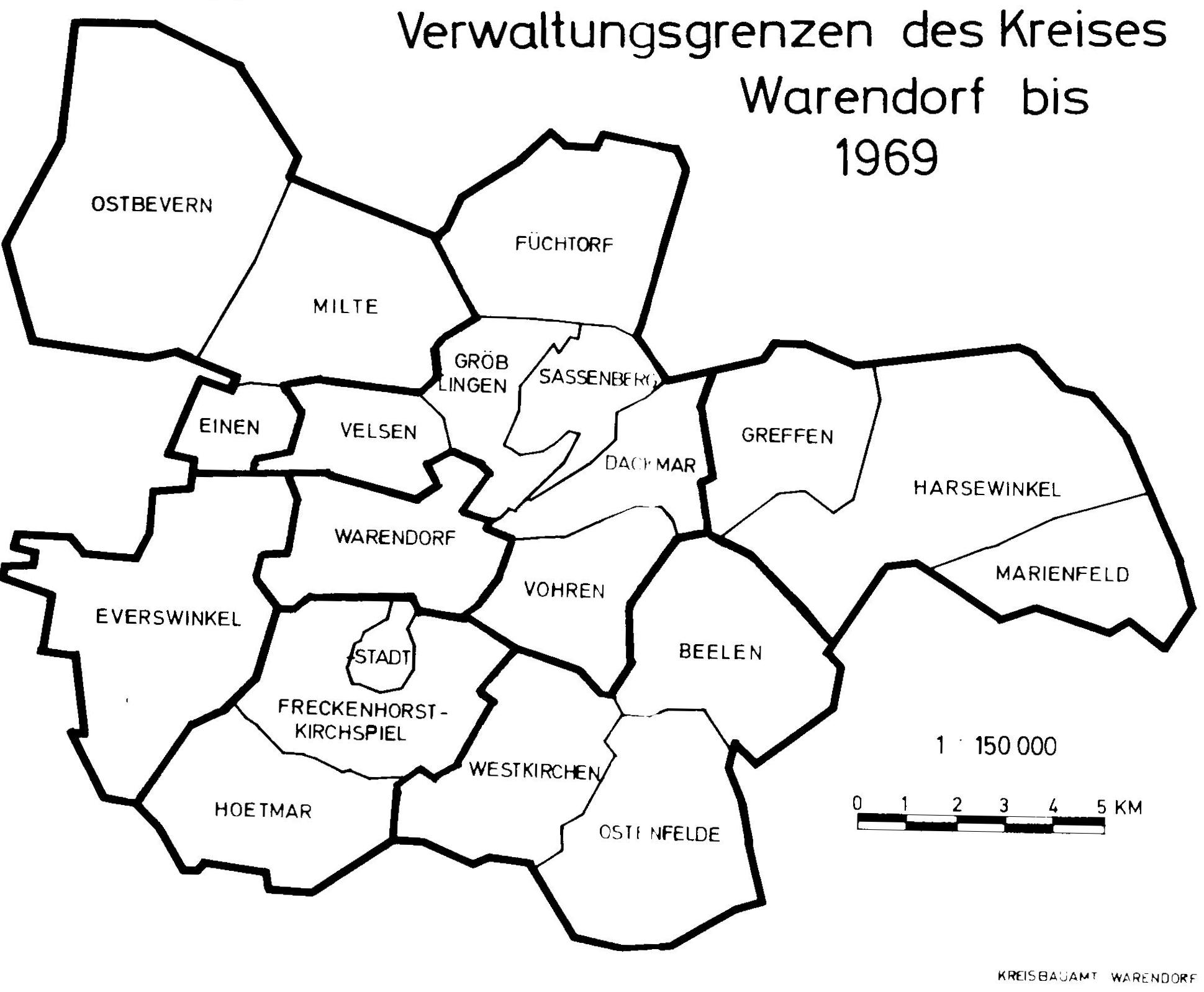
Gemeindegliederung des Kreises Warendorf (1968)

Dackmar ist ein Stadtteil von Sassenberg im Kreis Warendorf in Nordrhein-Westfalen. Bis 1969 war Dackmar eine eigenständige Gemeinde im damaligen Kreis Warendorf.

## Geografie
Die Gemeinde Dackmar besaß eine Fläche von 16,97 km². Sie hatte keinen dörflichen Siedlungskern, sondern bestand aus den einzelnen Höfen einer Bauerschaft.

## Geschichte
Dackmar war eine alte Bauerschaft im Kirchspiel Altwarendorf, das nach der Napoleonischen Zeit zunächst zur Bürgermeisterei Sassenberg im 1816 gegründeten Kreis Warendorf gehörte. Mit der Einführung der Westfälischen Landgemeindeordnung wurde Dackmar 1844 zu einer Gemeinde im Amt Sassenberg.
Durch das Gesetz zur Neugliederung von Gemeinden des Landkreises Warendorf wurde Dackmar zum 1. Juli 1969 in die Stadt Sassenberg eingemeindet.

## Einwohnerentwicklung
| Jahr            | Einwohner |
| --------------- | --------- |
| 1858            | 367       |
| 1871            | 407       |
| 1885            | 362       |
| 1895            | 366       |
| 1910            | 411       |
| 1925            | 371       |
| 1939            | 403       |
| 1946            | 660       |
| 1950            | 648       |
| 1969 (30. Jun.) | 506       |